# 조선로동당 통일전선부

조선로동당의 구조

통일전선부(統一戰線部)는 조선민주주의인민공화국의 정보 기관이다. 조선로동당에서 조선민주주의인민공화국의 적화통일을 추진하고 대남공작도 하는 부서이다.

## 재일본조선인총련합회
2013년 이후 통일전선부 산하기관인 제225부(구 대외연락부)가 일본의 재일본조선인총련합회를 지도하고 있다.

## 조직
- 직접침투과
- 북남회담과
- 해외담당과
  - 제7과(조선총련과)
    - 재일본조선인총련합회
    - 학습조
- 남조선연구소: 일본에서 대한민국의 정보를 수집
- 외곽단체과
  - 조국평화통일위원회 등
  - 구국의 소리 방송 등
  - 조선아시아태평양평화위원회
  - 민족화해협의회

## 조선민주주의인민공화국의 민간단체
통일전선부는 조선민주주의인민공화국국내의 민간단체를 지휘하고 있다.
- 조선그리스도교련맹
- 조선불교도련맹
- 조선사회민주당
- 천도교청우당
- 조국평화통일위원회
- 조국통일민주주의전선 중앙위원회

## 역대 통일전선부장
- 김영철 (1946년)
- 장금철
- 리선권

## 같이 보기
- 장진성
- 통일전선